# 完顏莎里古真
完顏莎里古真（?—?），金朝第四代皇帝完颜亮的后宫，第二代皇帝金太宗的孙女，太傅完颜宗本的女儿。

## 生平
完顏莎里古真作为金朝的混同郡君，和妹妹完顏餘都，丽妃唐括石哥的妹妹蒲鲁胡只，完颜亮母亲大氏的表兄张定安的妻子奈剌忽，宋王完颜宗望的女儿寿宁县主完顏什古，梁王完颜宗弼的女儿静乐县主完顏蒲剌、完顏習撚，完颜宗磐的孙女郧国夫人完顏重節都有丈夫。完颜亮派侍女高师姑、内哥、阿古等人召她们入宫，与她们私通。这些妃主宗妇被私幸的，都分属诸妃，出入位下。奈剌忽出入元妃（大元妃）位，蒲鲁胡只出入丽妃（唐括丽妃）位，莎里古真和餘都出入贵妃（唐括贵妃）位，什古、重节出入昭妃（蒲察昭妃）位，蒲剌、师姑儿出入淑妃位。习捻、莎里古真最受宠，仗势笞打她们的丈夫。莎里古真在外和其他人私通。完颜亮知道后大怒，对莎里古真说：“你喜欢贵官，有贵过天子的吗。你喜欢人才，有才兼文武像我一样的吗。尔爱娱乐，有丰富伟岸超过我的吗。”说得气塞咽喉，以致说不下去。不久，又抚慰莎里古真，莎里古真进封寿阳县主。

## 夫
撒速，完颜亮让撒速近侍局直宿。对撒速说：“你老婆年轻，遇到你在宫中值班，不可让她在家中住，要让她住在宫中妃位。”